# Rio Grande (Jamaica)

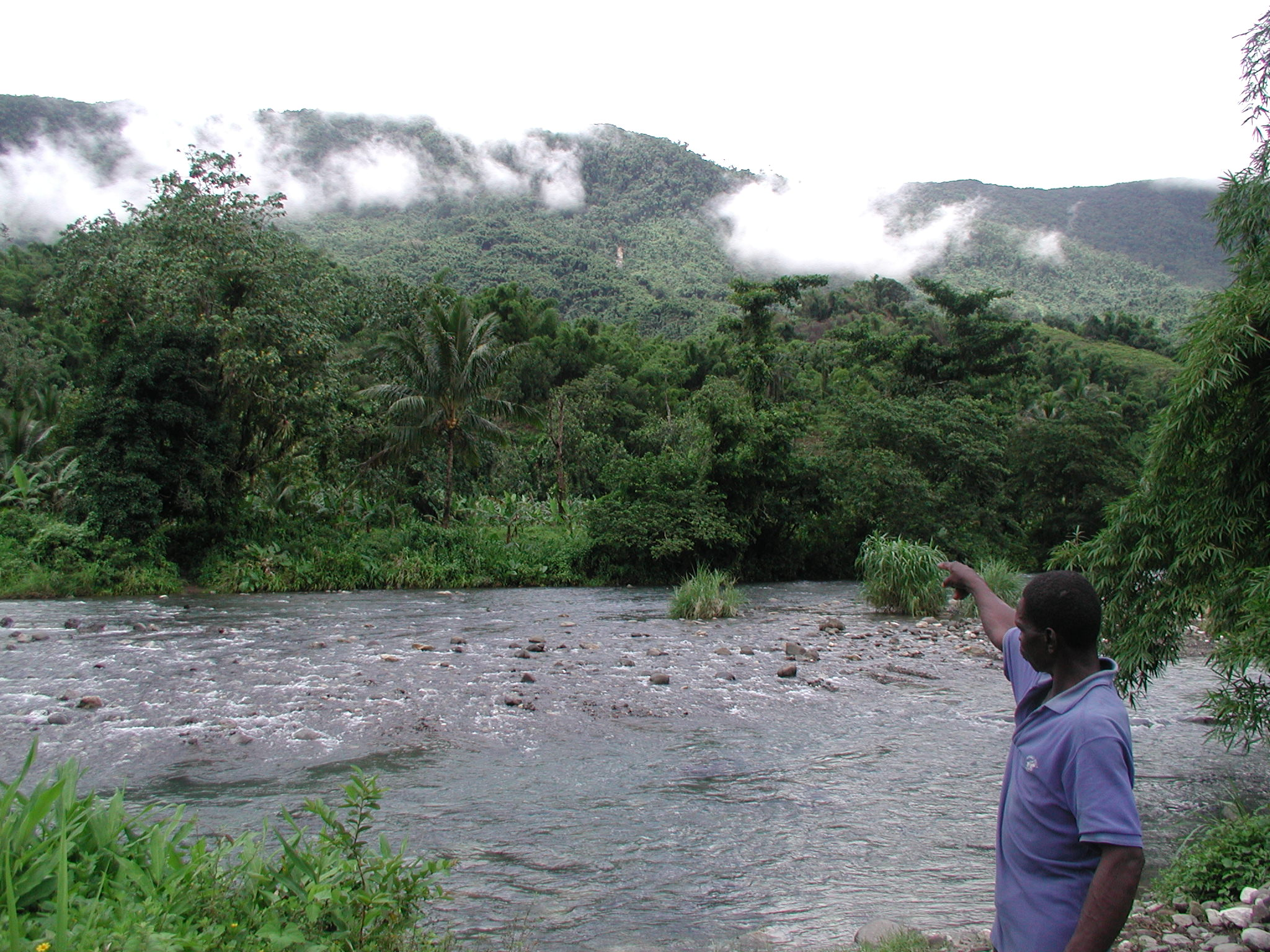
Rio Grande, Jamaica.

El Rio Grande es un popular río de Jamaica, que se encuentra en la parroquia de Portland. Fue nombrado cuando los españoles ocuparon Jamaica durante los siglos XV y XVI. Es uno de los mayores ríos de Jamaica, fue nombrado Río Grande por los españoles, y hoy es uno de los muchos atractivos turísticos en Portland, principalmente para el balsismo.